# Poppenhausen (Unterfranken)
Poppenhausen ist eine Gemeinde im unterfränkischen Landkreis Schweinfurt.

## Geografie
Poppenhausen liegt in der Region Main-Rhön. Im Gemeindegebiet entspringt das Flüsschen Wern.

### Gemeindegliederung
Es gibt sechs Gemeindeteile (in Klammern ist der Siedlungstyp angegeben):
- Hain (Kirchdorf)
- Kronungen (Pfarrdorf)
- Kützberg (Pfarrdorf)
- Maibach (Pfarrdorf)
- Pfersdorf (Pfarrdorf)
- Poppenhausen (Pfarrdorf)

Es gibt die Gemarkungen Hain, Kronungen, Kützberg, Maibach, Pfersdorf und Poppenhausen.

### Nachbargemeinden
Nachbargemeinden sind (von Norden beginnend im Uhrzeigersinn): Rannungen, Dittelbrunn, Niederwerrn, Euerbach, Sulzthal, Ramsthal und Oerlenbach.

## Etymologie
Das Bestimmungswort „Poppen“ kommt vom Personennamen „Boppo“ oder „Poppo“, einer Kurzform von „Bodebert“. Bodebert heißt „der als Gebieter Glänzende“, ein Name, der besonders bei dem Adelsgeschlecht der Henneberger (Grafschaft Henneberg) sehr beliebt war. Die Bedeutung des Ortsnamens Poppenhausen, mundartlich Bobbahausa, ist demnach „zu den Häusern des Bodebert gehörend“.

## Geschichte

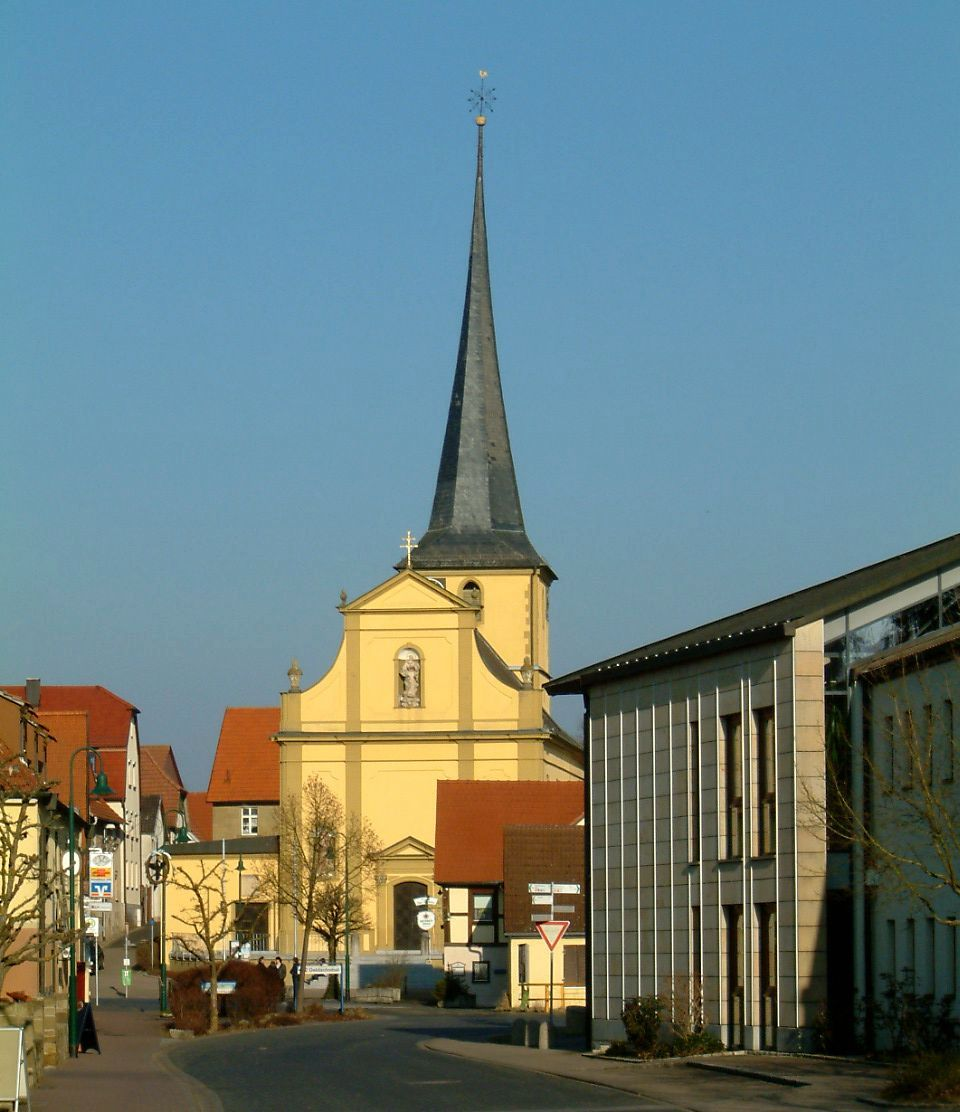
Katholische Kirche St. Jakobus

### Geschichte Poppenhausens bis zur Gemeindegründung
Die ältesten Siedlungszeugnisse (Grab am Wiesberg) stammen aus der Zeit 750 bis 450 v. Chr. Am 8. Dezember 1223 wurde Poppenhausen erstmals urkundlich erwähnt. 1517 wurde der Turm der Pfarrkirche errichtet.
1525 beteiligten sich Poppenhäuser Bauern im Bauernkrieg an der Zerstörung des Amtssitzes in Ebenhausen. 1595 wurde Jakobus der Ältere zum Kirchenpatron bestimmt. 1659 kam es zur Einquartierung von Truppen des schwedischen Generals Wrangel. 1730 erfolgte der Bau der Heeresstraße Meiningen–Münnerstadt–Schweinfurt durch Poppenhausen. 1743 baute der Maurermeister Johann Müller aus Eßleben die Pfarrkirche. Seit 1779 verläuft die Staatsstraße Würzburg–Meiningen durch Poppenhausen. Seit 1785 führten die Reiserouten der Wernecker Poststation nach Bad Kissingen, Bad Bocklet und Münnerstadt durch Poppenhausen. 1791 wurde die Brauerei Werner gegründet. Am 9. November 1802 wurde die Poststation mit Posthalterei der Kaiserlichen Generaldirektion Regensburg errichtet. Als Teil des Hochstiftes Würzburg lag Poppenhausen seit 1500 im Fränkischen Reichskreis. Es wurde 1803 zugunsten Bayerns säkularisiert, dann im Frieden von Preßburg 1805 Erzherzog Ferdinand von Toskana zur Bildung des Großherzogtums Würzburg überlassen und fiel 1814 mit diesem endgültig an Bayern. Im Zuge der Verwaltungsreformen in Bayern entstand mit dem Gemeindeedikt von 1818 die heutige Gemeinde. 1971 schlossen sich die Gemeinden Hain, Kronungen, Kützberg, Maibach und Pfersdorf zur Großgemeinde Poppenhausen zusammen.

### Weitere Ereignisse
- 18. August 1680 Grundsteinlegung des Pfarrhofs Pfersdorf
- 1871 Bau des Bahnhofs an der Strecke Schweinfurt–Bad Kissingen (Fertigstellung der Strecke am 19. Oktober 1871)
- 18. Mai 1873 Gründung der Freiwilligen Feuerwehr
- 15. Dezember 1874 zweigleisige Bahnstrecke Schweinfurt–Meiningen durch Poppenhausen
- 1936 Gründung des Zweckverbandes Rhön-Maintalgruppe
- 1938 Vergrößerung der Pfarrkirche
- 6. März 1942 Einziehung der Kirchenglocken für Rüstungszwecke
- 9. April 1945 Einmarsch der Amerikaner
- 1953 Erweiterung der Pfarrkirche durch zwei Seitenflügel, Beginn der Flurbereinigung
- 1. September 1954 Poppenhausen wird selbständige Pfarrei (vorher Expositur von Ebenhausen)
- 1958 Erstellung eines Flächennutzungsplanes
- 7. Februar 1960 Bezug der neuen Volksschule
- 4. Dezember 1960 Einweihung des ersten Pfarr- und Jugendheimes
- 1961 Fertigstellung der Ortskanalisation
- 1. Juni 1966 Gründung der Verbandsschule Poppenhausen, Maibach, Hain und Pfersdorf
- 2014 Renovierung der Grund- und Mittelschule Poppenhausen

### Eingemeindungen
Im Zuge der Gebietsreform in Bayern wurden am 1. Juli 1971 die Gemeinden Hain, Kronungen, Kützberg, Maibach und Pfersdorf eingegliedert.

### Geschichte der Gemeindeteile
- Pfersdorf: erste urkundliche Erwähnung 763, eines der ältesten Dörfer des Landkreises Schweinfurt
- Kronungen: erste urkundliche Erwähnung 779
- Maibach: erste urkundliche Erwähnung 791
- Kützberg: erste urkundliche Erwähnung 1237
- Hain: erste urkundliche Erwähnung 1302

### Einwohnerentwicklung
| Poppenhausen vor den Eingemeindungen 1971 - 1892: ca. 0500 Einwohner - 1939: ca. 0700 Einwohner - 1953: ca. 1000 Einwohner - 1961: ca. 1099 Einwohner - 1967: ca. 1500 Einwohner - 1970: ca. 1450 Einwohner | Poppenhausen in den heutigen Grenzen - 1961: 3328 Einwohner - 1970: 3723 Einwohner - 1987: 3682 Einwohner - 1991: 4035 Einwohner - 1995: 4103 Einwohner - 2000: 4056 Einwohner - 2005: 4198 Einwohner - 2010: 4042 Einwohner - 2015: 4364 Einwohner - 2018: 4355 Einwohner |

Im Zeitraum 1988 bis 2018 stieg die Einwohnerzahl von 3757 auf 4355 um 598 Einwohner bzw. um 15,9 %.
Quelle: BayLfStat

## Politik

### Gemeinderat und Bürgermeister
Die Kommunalwahl vom 16. März 2014 führte zu folgender Verteilung der 16 Sitze des Gemeinderats:
| Liste                                  | Sitze |
| -------------------------------------- | ----- |
| Wählergemeinschaft CSU/Bürgerverein    | 6     |
| Wählergemeinschaft Kützberg            | 4     |
| Christliche Dorfgemeinschaft Pfersdorf | 2     |
| Christliche Dorfgemeinschaft Maibach   | 2     |
| Freie Wählergemeinschaft Kronungen     | 1     |
| Freie Wählergemeinschaft Hain          | 1     |

Erster Bürgermeister ist seit 1. Mai 2014 Ludwig Bernhard Nätscher (CSU); dieser wurde am 15. März 2020 bei einer Wahlbeteiligung von 62,2 % mit 71,8 % der Stimmen wieder gewählt und gehört ebenfalls dem Gemeinderat an.

### Wappen
| Wappen der Gemeinde Poppenhausen | Blasonierung: „In Rot auf silbernem Boden der silbern gekleidete, barfüßige heilige Jakobus mit Pilgerhut und Pilgerflasche, in der Rechten einen goldenen Pilgerstab haltend, links auf dem Boden eine silberne Pflanze.“ |
| Wappen der Gemeinde Poppenhausen | Wappenbegründung: Die Figur stellt Heiligen Jakobus mit Pilgerhut und Pilgerflasche dar. Der heilige Jakobus ist der Patron der Poppenhausener katholischen Pfarrkirche St. Jakob und wurde bereits in einem Gerichtssiegel des 18. Jahrhunderts gezeigt. Die Farben Silber und Rot sind die Farben Frankens. Wappenführung seit 1972 |

### Gemeindefinanzen
Im Jahr 2010 betrugen die Gemeindesteuereinnahmen 2.268.000 Euro, davon waren 378.000 Euro Gewerbesteuereinnahmen (netto).

### Interkommunale Allianz
Die Gemeinde ist Mitglied in der Interkommunalen Allianz Oberes Werntal.

## Wirtschaft und Infrastruktur

### Wirtschaft
Es gab 2010 nach der amtlichen Statistik im produzierenden Gewerbe 333 und im Bereich Handel und Verkehr 75 sozialversicherungspflichtig Beschäftigte am Arbeitsort. In sonstigen Wirtschaftsbereichen waren am Arbeitsort 44 Personen sozialversicherungspflichtig beschäftigt. Sozialversicherungspflichtig Beschäftigte am Wohnort gab es insgesamt 1526. Im verarbeitenden Gewerbe gab es einen Betrieb, im Bauhauptgewerbe waren es fünf Betriebe. Zudem bestanden im Jahr 2010 44 landwirtschaftliche Betriebe mit einer landwirtschaftlich genutzten Fläche von insgesamt 2476 Hektar, davon waren 1876 Hektar Ackerfläche und 599 Hektar Dauergrünfläche.

### Verkehr
Die B 19 (Eisenach – Mellrichstadt – Würzburg–Ulm – Oberstdorf) und die B 286 (Enzlar – Gerolzhofen – Schweinfurt – Bad Kissingen – Bad Brückenau) führen direkt an Poppenhausen vorbei. Die A 71 ist über die Anschlussstelle (29) Poppenhausen/Dittelbrunn zu erreichen. An den Bahnverkehr ist der Ort über einen Haltepunkt an der Bahnstrecke Schweinfurt–Meiningen angebunden, ferner fährt mittlerweile unter der Woche die Buslinie Rannungen – Pfändhausen – Holzhausen – Schweinfurt auch über das Pfarrdorf Poppenhausen.

### Bildung
Es gibt folgende Einrichtungen (Stand 2010):
- Je einen Kindergarten in den Ortsteilen Kronungen, Kützberg, Maibach, Pfersdorf; insgesamt 178 Kindergartenplätze und 154 betreute Kinder
- Zwei Volksschulen mit 26 Lehrkräften, die in 18 Klassen insgesamt 361 Schüler unterrichten

## Vereine
Die Musikkapelle Poppenhausen e. V. hat eine lange Tradition, ein genaues Gründungsdatum ist nicht bekannt. Seit 1995 ist die Musikkapelle Poppenhausen ein eingetragener Verein. Die Musiker kommen hauptsächlich aus Poppenhausen, Hain und den umliegenden Gemeinden. Die Nachwuchsmusiker werden größtenteils im Verein ausgebildet. Neben vielen kleinen Auftritten finden alljährlich jeweils ein Frühjahrskonzert und ein Böhmischer Abend statt.

## Persönlichkeiten
- Placidus Muth (1753–1821), Benediktiner, Theologe und Hochschullehrer
- Gerhard Kleinhenz (1940–2015), Wirtschaftswissenschaftler